# Donat du Val
Pour les articles homonymes, voir Donat et Saint Donat.
Donat du Val est un ermite, considéré comme saint par l’Église catholique romaine et de l'Église orthodoxe, mort vers 535. Fêtes le 19 août.
Il est né dans la région d’Orléans. Il est invité par l’évêque de Sisteron Jean Ier à s’établir dans le sud de la Gaule. Il se retire comme ermite au pied de la montagne de Lure, à proximité de Montfort, où l’on a retrouvé son ermitage au milieu d’un complexe de 4 chapelles et églises.
Un culte lui est rendu au moins depuis le IXe siècle.
Un roman écrit par Jean-Claude Barbier, Temps couvert sur la Provence, relate son histoire de façon romancée, de son arrivée en Haute-Provence, à son passage par Théopolis, une cité religieuse sur le plateau de Saint-Geniez par le dignitaire romain Caius Posthumus Dardanus, jusqu'à son ermitage dans le vallon du Mardaric, le Val-Saint-Donat.